# U-20-Fußball-Weltmeisterschaft der Frauen 2006/Gruppe A
Resultate der Gruppe A der U-20-Fußball-Weltmeisterschaft der Frauen 2006:
| Pl. | Land       | Sp. | S | U | N | Tore    | Diff. | Punkte |
| --- | ---------- | --- | - | - | - | ------- | ----- | ------ |
| 1.  | Brasilien  | 3   | 1 | 0 | 2 | 002:000 | +2    | 03     |
| 2.  | Russland   | 3   | 1 | 0 | 2 | 004:300 | +1    | 03     |
| 3.  | Australien | 3   | 1 | 1 | 1 | 004:300 | +1    | 04     |
| 4.  | Neuseeland | 3   | 0 | 1 | 2 | 002:600 | −4    | 01     |

## Neuseeland – Australien 0:3 (0:1)
| Neuseeland                                                                | Neuseeland | Australien | Australien |
| ------------------------------------------------------------------------- | --- | --- | ---------- |
| Neuseeland                                                                | \| 17. August 2006 um 14:00 Uhr (MESZ) in St. Petersburg (Petrowski-Stadion) \| \| Zuschauer: 1100 \| \| Schiedsrichterin: Gyöngyi Gaál ( Ungarn) \| | \| 17. August 2006 um 14:00 Uhr (MESZ) in St. Petersburg (Petrowski-Stadion) \| \| Zuschauer: 1100 \| \| Schiedsrichterin: Gyöngyi Gaál ( Ungarn) \| | Australien |
| Neuseeland                                                                | Aroon Clansey – Ria Percival, Hannah Rishworth, Abby Erceg, Petria Rennie – Katie Hoyle (67. Maggie Lankshear), Emma Humphries, Kirsty Yallop (85. Annalie Longo) – Merissa Smith (65. Emma Kete), Alexandra Riley, Sarah Gregorius Cheftrainer: John Herdman | Lydia Williams – Clare Polkinghorne, Danielle Brogan, Kim Corroll – Olivia Kennedy, Sally Shipard , Kylie Ledbrook, Leah Blayney (90. Caitlin Cooper), Collette McCallum – Sasha McDonnell (86. Servet Uzunlar), Leena Khamis (69. Jenna Tristram) Cheftrainer: Alistair Edwards | Australien |
| Neuseeland                                                                | 0:1 Collette McCallum (39.) 0:2 Collette McCallum (80.) 0:3 Sally Shipard (90.+3') | | Australien |
| Neuseeland                                                                | Abby Erceg (45.+1') | Sally Shipard (24.), Collette McCallum (67.), Leah Blayney (72.) | Australien |
| 17. August 2006 um 14:00 Uhr (MESZ) in St. Petersburg (Petrowski-Stadion) | | |            |
| Zuschauer: 1100                                                           | | |            |
| Schiedsrichterin: Gyöngyi Gaál ( Ungarn)                                  | | |            |

## Russland – Brasilien 0:0
| Russland                                                                  | Russland | Brasilien | Brasilien |
| ------------------------------------------------------------------------- | --- | --- | --------- |
| Russland                                                                  | \| 17. August 2006 um 17:00 Uhr (MESZ) in St. Petersburg (Petrowski-Stadion) \| \| Zuschauer: 10200 \| \| Schiedsrichterin: Jenny Palmqvist ( Schweden) \| | \| 17. August 2006 um 17:00 Uhr (MESZ) in St. Petersburg (Petrowski-Stadion) \| \| Zuschauer: 10200 \| \| Schiedsrichterin: Jenny Palmqvist ( Schweden) \| | Brasilien |
| Russland                                                                  | Elwira Todua – Maria Filisova, Anna Koschnikowa, Alexandra Gomozova, Anna Gromolyuk, Xenija Zybutowitsch – Nadeschda Chartschenko (46. Kristina Anochina (85. Oxana Titova)), Jelena Terechowa, Olga Petrova (34. Elena Shchegaleva), Jelena Morosowa – Jelena Danilowa Cheftrainer: Valentin Grishin | Bárbara – Daiane, Mônica, Aliane, Danielle, Adriane (66. Elis) – Érika, Francielle, Renata Costa , Stephane – Fabiana Cheftrainer: Jorge Barcellos         | Brasilien |
| Russland                                                                  | Xenija Zybutowitsch (90.) | Aliane (35.), Stephane (42.) | Brasilien |
| 17. August 2006 um 17:00 Uhr (MESZ) in St. Petersburg (Petrowski-Stadion) | | |           |
| Zuschauer: 10200                                                          | | |           |
| Schiedsrichterin: Jenny Palmqvist ( Schweden)                             | | |           |

## Brasilien – Australien 2:0 (1:0)
| Brasilien                                                                 | Brasilien | Australien | Australien |
| ------------------------------------------------------------------------- | --- | --- | ---------- |
| Brasilien                                                                 | \| 20. August 2006 um 14:00 Uhr (MESZ) in St. Petersburg (Petrowski-Stadion) \| \| Zuschauer: 700 \| \| Schiedsrichterin: Jennifer Bennett ( USA) \|            | \| 20. August 2006 um 14:00 Uhr (MESZ) in St. Petersburg (Petrowski-Stadion) \| \| Zuschauer: 700 \| \| Schiedsrichterin: Jennifer Bennett ( USA) \| | Australien |
| Brasilien                                                                 | Bárbara – Daiane, Mônica, Aliane, Danielle, Adriane (46. Elis) – Érika, Francielle, Renata Costa – Fabiana, Maurine (80. Stephane) Cheftrainer: Jorge Barcellos | Lydia Williams – Clare Polkinghorne, Danielle Brogan, Kim Corroll – Olivia Kennedy, Sally Shipard , Kylie Ledbrook (59. Jenna Tristram), Leah Blayney (80. Servet Uzunlar), Collette McCallum – Sasha McDonnell, Leena Khamis (66. Amy Chapman) Cheftrainer: Alistair Edwards | Australien |
| Brasilien                                                                 | 1:0 Francielle (42., Elfmeter) 2:0 Fabiana (69.) | | Australien |
| Brasilien                                                                 | Aliane (39., gesperrt nächstes Spiel) | Clare Polkinghorne (10.), Kylie Ledbrook (38.) | Australien |
| 20. August 2006 um 14:00 Uhr (MESZ) in St. Petersburg (Petrowski-Stadion) | | |            |
| Zuschauer: 700                                                            | | |            |
| Schiedsrichterin: Jennifer Bennett ( USA)                                 | | |            |

## Russland – Neuseeland 3:2 (2:1)
| Russland                                                                  | Russland | Neuseeland | Neuseeland |
| ------------------------------------------------------------------------- | --- | --- | ---------- |
| Russland                                                                  | \| 20. August 2006 um 17:00 Uhr (MESZ) in St. Petersburg (Petrowski-Stadion) \| \| Zuschauer: 3400 \| \| Schiedsrichterin: Hong Eun-ah ( Südkorea) \| | \| 20. August 2006 um 17:00 Uhr (MESZ) in St. Petersburg (Petrowski-Stadion) \| \| Zuschauer: 3400 \| \| Schiedsrichterin: Hong Eun-ah ( Südkorea) \| | Neuseeland |
| Russland                                                                  | Elwira Todua – Maria Filisova, Anna Koschnikowa, Alexandra Gomozova (75. Anna Gromolyuk), Xenija Zybutowitsch , Tamara Starovoytova – Jelena Terechowa, Oxana Titova (85. Svetlana Akimova), Jelena Morosowa, Elena Shchegaleva – Jelena Danilowa Cheftrainer: Valentin Grishin | Aroon Clansey – Ria Percival, Hannah Rishworth, Abby Erceg (33. Hannah Bromley), Petria Rennie – Katie Hoyle, Emma Humphries, Kirsty Yallop , Maggie Lankshear (51. Annalie Longo) – Alexandra Riley, Sarah Gregorius (89. Helen Collins) Cheftrainer: John Herdman | Neuseeland |
| Russland                                                                  | 1:0 Anna Koschnikowa (5.) 2:0 Jelena Terechowa (14.) 3:2 Svetlana Akimova (90.+3') | 2:1 Abby Erceg (18.) 2:2 Emma Humphries (56.) | Neuseeland |
| Russland                                                                  | Maria Filisova (61.), Alexandra Gomozova (63.), Elwira Todua (70.) | Petria Rennie (82.), Katie Hoyle (90.+2') | Neuseeland |
| 20. August 2006 um 17:00 Uhr (MESZ) in St. Petersburg (Petrowski-Stadion) | | |            |
| Zuschauer: 3400                                                           | | |            |
| Schiedsrichterin: Hong Eun-ah ( Südkorea)                                 | | |            |

## Brasilien – Neuseeland 0:0
| Brasilien                                                           | Brasilien | Neuseeland | Neuseeland |
| ------------------------------------------------------------------- | --- | --- | ---------- |
| Brasilien                                                           | \| 23. August 2006 um 14:00 Uhr (MESZ) in Moskau (Podmoskovie-Stadion) \| \| Zuschauer: 500 \| \| Schiedsrichterin: Shane de Silva ( Trinidad und Tobago) \|                     | \| 23. August 2006 um 14:00 Uhr (MESZ) in Moskau (Podmoskovie-Stadion) \| \| Zuschauer: 500 \| \| Schiedsrichterin: Shane de Silva ( Trinidad und Tobago) \|                                                                                  | Neuseeland |
| Brasilien                                                           | Bárbara – Daiane, Danielle, Adriane (61. Elis), Fernanda – Érika, Francielle, Renata Costa – Fabiana (46. Pamela), Maurine (75. Jocielma), Stephane Cheftrainer: Jorge Barcellos | Aroon Clansey – Ria Percival, Hannah Rishworth, Hannah Bromley, Abby Erceg – Katie Hoyle, Emma Humphries, Kirsty Yallop , Annalie Longo (74. Renee Leota) – Alexandra Riley (90.+2' Helen Collins), Sarah Gregorius Cheftrainer: John Herdman | Neuseeland |
| 23. August 2006 um 14:00 Uhr (MESZ) in Moskau (Podmoskovie-Stadion) | | |            |
| Zuschauer: 500                                                      | | |            |
| Schiedsrichterin: Shane de Silva ( Trinidad und Tobago)             | | |            |

## Australien – Russland 1:1 (0:0)
| Australien                                                      | Australien | Russland | Russland |
| --------------------------------------------------------------- | --- | --- | -------- |
| Australien                                                      | \| 23. August 2006 um 14:00 Uhr (MESZ) in Moskau (Torpedo-Stadion) \| \| Zuschauer: 1000 \| \| Schiedsrichterin: Christine Beck ( Deutschland) \| | \| 23. August 2006 um 14:00 Uhr (MESZ) in Moskau (Torpedo-Stadion) \| \| Zuschauer: 1000 \| \| Schiedsrichterin: Christine Beck ( Deutschland) \| | Russland |
| Australien                                                      | Lydia Williams – Clare Polkinghorne, Danielle Brogan, Kim Corroll – Olivia Kennedy, Sally Shipard , Amy Chapman (62. Kylie Ledbrook), Amy Jackson (68. Caitlin Cooper), Collette McCallum – Sasha McDonnell, Servet Uzunlar (77. Jenna Tristram) Cheftrainer: Alistair Edwards | Elwira Todua – Maria Filisova, Anna Koschnikowa, Anna Gromolyuk (70. Alexandra Gomozova), Xenija Zybutowitsch , Tamara Starovoytova – Jelena Terechowa, Oxana Titova, Jelena Morosowa, Elena Shchegaleva – Jelena Danilowa (90.+3' Kristina Anochina) Cheftrainer: Valentin Grishin | Russland |
| Australien                                                      | 1:1 Danielle Brogan (85.) | 0:1 Anna Koschnikowa (75.) | Russland |
| Australien                                                      | Sasha McDonnell (16.) | Elena Shchegaleva (87.), Oxana Titova (90.+5') | Russland |
| 23. August 2006 um 14:00 Uhr (MESZ) in Moskau (Torpedo-Stadion) | | |          |
| Zuschauer: 1000                                                 | | |          |
| Schiedsrichterin: Christine Beck ( Deutschland)                 | | |          |